# Bitwa pod Chillianwala
Bitwa pod Chillianwala – starcie zbrojne, które miało miejsce 13 stycznia 1849 pomiędzy Wielką Brytanią i Sikhami, podczas II wojny Brytyjczyków z Sikhami w Pendżabie, w dzisiejszym Pakistanie. 
Chociaż bitwa może być uważana za nierozstrzygającą niczego, była jednak "strategicznym hamulcem" dla Brytyjczyków i wyrządziła szkodę brytyjskiemu prestiżowi w Indiach.